# احسن‌الله شیرکوند

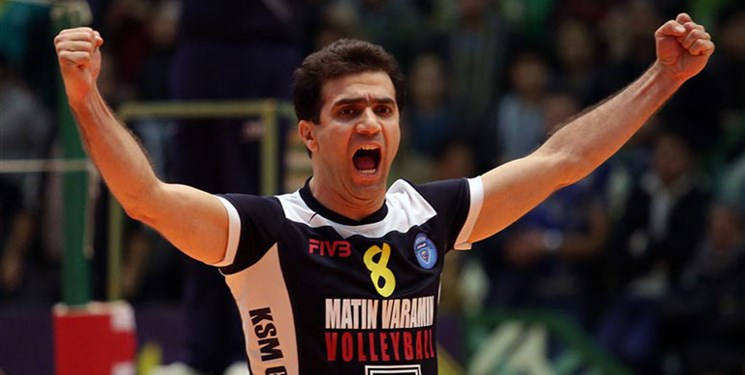
احسن‌الله شیرکوند

احسن‌الله شیرکَوَند (زادهٔ ۲۷ اسفند ۱۳۵۹ در ورامین) والیبالیست ایرانی در پُست لیبرو است.
شیرکوند سابقه حضور چندین‌ساله در تیم ملی والیبال مردان ایران را دارد. او در حال حاضر عضو و کاپیتان باشگاه والیبال شهرداری ورامین است.
وی موفق به کسب مقام قهرمانی لیگ برتر والیبال ایران با تیم‌های متعدد، قهرمانی جام باشگاه‌های والیبال آسیا در چندین دوره، حضور در تیم‌های جوانان، امید و بزرگسالان و کسب مقام قهرمانی مسابقات آسیایی شده است.
احسن‌الله شیرکوند از خرداد ۱۳۹۳ به عنوان رئیس هیئت والیبال ورامین انتخاب شد.

## افتخارات
نایب قهرمان مسابقات بازی‌های آسیایی بوسان کره جنوبی
۸ قهرمانی باشگاه‌های آسیا با تیم‌های صنام تهران، پیکان تهران، متین ورامین، شهرداری ورامین
۴ نایب قهرمانی باشگاه‌های آسیا با تیم‌های صنام تهران، پیکان تهران؛ سایپا کرج
۲ دوره بهترین لیبرو آسیا به همراه پیکان تهران
- بهترین لیبرو جام باشگاه‌های جهان ۲۰۱۴ (متین ورامین)[۳]